# Arne Karlsson (filmtekniker)
Karl Arne Karlsson, född 6 november 1908 i Kungsholms församling i Stockholm, död 2 maj 2009, var en svensk filmtekniker samt regissör och regiassistent för främst dokumentärfilmer. Han var även arkivchef vid Svensk Filmindustri och Sveriges Television. För sistnämnda organisation arbetade han även med att sammanställa de regelbundna visningarna av material från gamla SF-journaler. Arne Karlsson är begravd på Västberga begravningsplats.

## Filmografi
- 1961 – När seklet var ungt (regi)
- 1962 – Fåfängans marknad (regiassistent)
- 1962 – Kungen i närbild (regiassistent)
- 1963 – Hotad idyll (regiassistent)
- 1964 – Brefven från Stockholm (regiassistent)